# Obrońca Roku NCAA
Obrońca Roku NCAA (oficjalna nazwa: NABC Defensive Player of the Year) – nagroda koszykarska przyznawana corocznie od 1987 roku, najlepszemu zawodnikowi defensywnemu NCAA przez Krajowe Stowarzyszenie Trenerów Koszykówki (NABC) w Stanach Zjednoczonych. Pierwotnie nosiła nazwę Henry Iba Corinthian Award, po członku Koszykarskiej Galerii Sław, trenerze Henrym Ibie, który trenował zespół Oklahoma State University w latach 1934–1970.
Dwóch z laureatów urodziło się poza głównym terytorium Stanów Zjednoczonych. Duncan urodził się na Wyspach Dziewiczych, terytorium zależnym Stanów Zjednoczonych w Ameryce Środkowej. Hasheem Thabeet, zwycięzca z 2008 i 2009 roku jest obywatelem Tanzanii.
Trzykrotnie laureatami nagrody zostawali Stacey Augmon z UNLV (1989–91), Tim Duncan z Wake Forest (1995–97) oraz Shane Battier z Duke (1999–2001). Greg Oden (2007) i Anthony Davis (2012) są jedynymi pierwszoroczniakami, których nagrodzono tytułem obrońcy roku.

## Laureaci

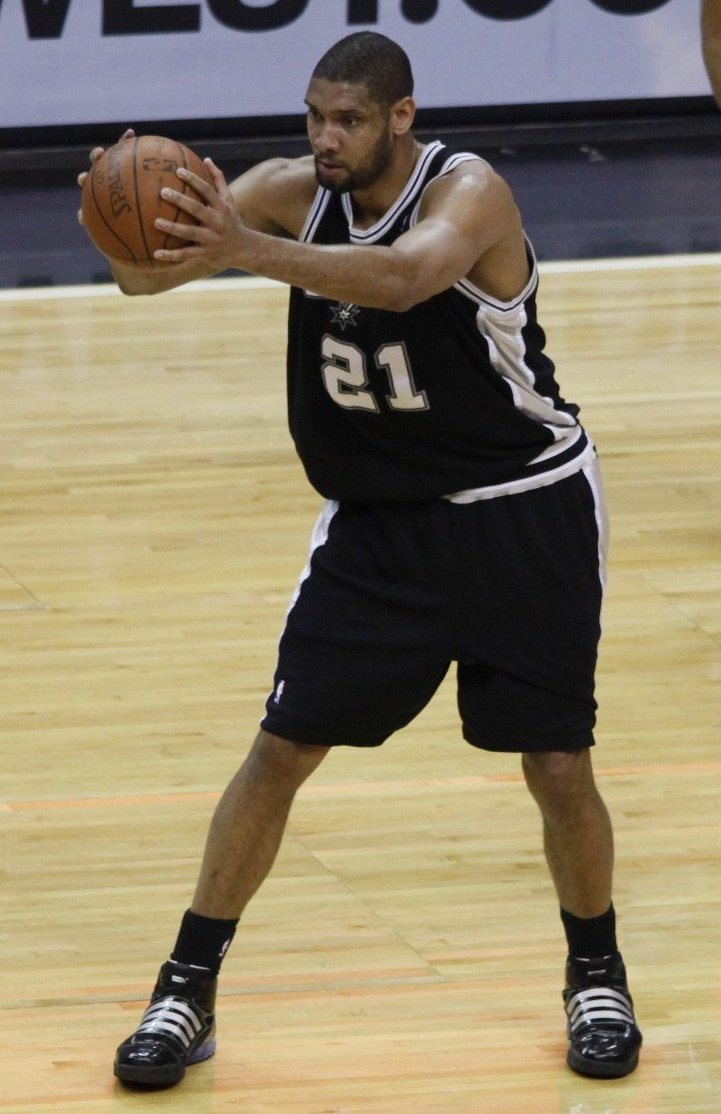
Tim Duncan jest jednym z trzech zawodników, którzy zdobyli nagrodę trzykrotnie.

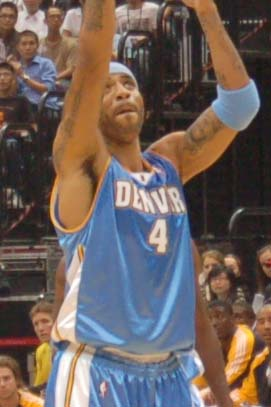
Kenyon Martin został także laureatem nagród Zawodnika Roku im. Naismitha oraz Woodena (2000).

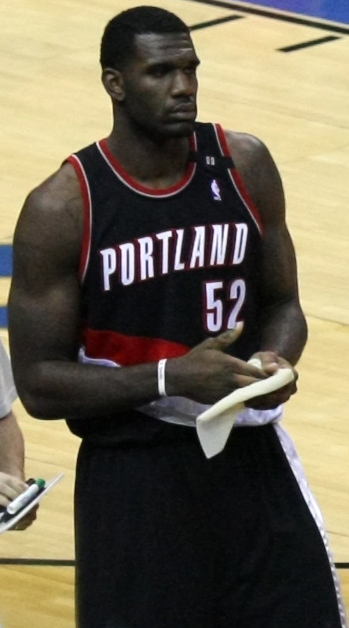
W 2007 roku, Greg Oden został pierwszym pierwszoroczniakiem, który otrzymał tytuł Obrońcy Roku.

| ^            | zawodnicy współdzielący nagrodę                                                       |
| *            | zawodnik nagrodzony tytułami Zawodnika Roku: im. Naismitha lub Woodena                |
| Zawodnik (X) | cyfra w nawiasie oznacza kolejną liczbę nagród uzyskanych przez tego samego zawodnika |

| Sezon    | Zawodnik             | Uczelnia          | Poz.    | Status    |
| -------- | -------------------- | ----------------- | ------- | --------- |
| 1986–87  | Tommy Amaker         | Duke              | PG      | Senior    |
| 1987–88  | Billy King           | Duke              | F       | Senior    |
| 1988–89  | Stacey Augmon        | UNLV              | SF      | Sophomore |
| 1989–90  | Stacey Augmon (2)    | UNLV              | SF      | Junior    |
| 1990–91  | Stacey Augmon (3)    | UNLV              | SF      | Senior    |
| 1991–92  | Alonzo Mourning      | Georgetown        | C       | Senior    |
| 1992–93  | Grant Hill           | Duke              | SG / SF | Junior    |
| 1993–94  | Jim McIlvaine        | Marquette         | C       | Senior    |
| 1994–95  | Tim Duncan           | Wake Forest       | C       | Sophomore |
| 1995–96  | Tim Duncan (2)       | Wake Forest       | C       | Junior    |
| 1996–97  | Tim Duncan* (3)      | Wake Forest       | C       | Senior    |
| 1997–98  | Steve Wojciechowski  | Duke              | SG      | Senior    |
| 1998–99  | Shane Battier        | Duke              | SF      | Sophomore |
| 1999–00^ | Shane Battier (2)    | Duke              | SF      | Junior    |
| 1999–00^ | Kenyon Martin*       | Cincinnati        | C       | Senior    |
| 2000–01  | Shane Battier* (3)   | Duke              | SF      | Senior    |
| 2001–02  | John Linehan         | Providence        | PG      | Senior    |
| 2002–03  | Emeka Okafor         | Connecticut       | C       | Sophomore |
| 2003–04  | Emeka Okafor (2)     | Connecticut       | C       | Junior    |
| 2004–05  | Shelden Williams     | Duke              | PF      | Junior    |
| 2005–06  | Shelden Williams (2) | Duke              | PF      | Senior    |
| 2006–07  | Greg Oden            | Ohio State        | C       | Freshman  |
| 2007–08  | Hasheem Thabeet      | Connecticut       | C       | Sophomore |
| 2008–09  | Hasheem Thabeet (2)  | Connecticut       | C       | Junior    |
| 2009–10  | Jarvis Varnado       | Mississippi State | C       | Senior    |
| 2010–11  | Kenneth Faried       | Morehead State    | PF/C    | Senior    |
| 2011–12  | Anthony Davis*       | Kentucky          | C       | Freshman  |
| 2012–13^ | Victor Oladipo       | Indiana           | SG      | Junior    |
| 2012–13^ | Jeff Withey          | Kansas            | C       | Senior    |
| 2013–14  | Aaron Craft          | Ohio State        | PG      | Senior    |
| 2014–15  | Willie Cauley-Stein  | Kentucky          | F / C   | Junior    |
| 2015–16  | Malcolm Brogdon      | Virginia          | SG      | Senior    |
| 2016–17  | Jevon Carter         | West Virginia     | PG      | Junior    |
| 2017–18  | Jevon Carter (2)     | West Virginia     | PG      | Senior    |
| 2018–19  | De'Andre Hunter      | Virginia          | SF      | Sophomore |
| 2019–20  | Udoka Azubuike       | Kansas            | C       | Senior    |
| 2020–21  | Davion Mitchell      | Baylor            | PG      | Junior    |
| 2021–22  | Walker Kessler       | Auburn            | C       | Sophomore |

- Freshman – zawodnik pierwszego roku
- Sophomore – zawodnik drugiego roku
- Junior – zawodnik trzeciego roku
- Senior – zawodnik ostatniego roku

## Zwycięzcy według uczelni
| Uczelnia          | Laureaci | Lata                                                  |
| ----------------- | -------- | ----------------------------------------------------- |
| Duke              | 9        | 1987, 1988, 1993, 1998, 1999, 2000^, 2001, 2005, 2006 |
| Connecticut       | 4        | 2003, 2004, 2008, 2009                                |
| UNLV              | 3        | 1989, 1990, 1991                                      |
| Wake Forest       | 3        | 1995, 1996, 1997                                      |
| Kansas            | 2        | 2013^, 2020                                           |
| Kentucky          | 2        | 2012, 2015                                            |
| Ohio State        | 2        | 2007, 2014                                            |
| Virginia          | 2        | 2016, 2019                                            |
| West Virginia     | 2        | 2017, 2018                                            |
| Auburn            | 1        | 2022                                                  |
| Baylor            | 1        | 2021                                                  |
| Cincinnati        | 1        | 2000^                                                 |
| Georgetown        | 1        | 1992                                                  |
| Indiana           | 1        | 2013^                                                 |
| Marquette         | 1        | 1994                                                  |
| Mississippi State | 1        | 2010                                                  |
| Morehead State    | 1        | 2011                                                  |
| Providence        | 1        | 2002                                                  |